# Roeselia semirufa
Roeselia semirufa är en fjärilsart som beskrevs av George Francis Hampson 1894. Roeselia semirufa ingår i släktet Roeselia och familjen trågspinnare. Inga underarter finns listade.